# Эчолс, Шейла
Шейла Эчолс (англ. Sheila Ann Echols; род. 2 октября 1964, Мемфис, Теннесси) — американская легкоатлетка (бег на короткие дистанции, прыжок в длину), чемпионка Панамериканских игр, призёр чемпионата мира (не участвовала в финальном забеге), чемпионка летних Олимпийских игр 1988 года в Сеуле, участница двух Олимпиад.

## Карьера
В 1988 году Эчолс стала чемпионкой США по прыжкам в длину, ещё восемь раз становилась второй на чемпионатах страны. Её лучший результат в этой дисциплине, показанный в 1987 году, составляет 6,94 м.
На летней Олимпиаде 1988 года в Сеуле Эчолс выступала в прыжках в длину и эстафете 4×100 метров. В первом виде Эчолс, прыгнувшая на предварительной стадии на 6,37 м, не смогла пробиться в финал. Во втором команда США (Элис Браун, Шейла Эчолс, Флоренс Гриффит-Джойнер, Эвелин Эшфорд), за которую Эчолс бежала на втором этапе, завоевала золотые медали (41,98 с), опередив команды ГДР (42,09 с) и СССР (42,75 с).
На следующей летней Олимпиаде 1992 года в Барселоне Эчолс выступала в прыжках в длину. Она сумела пробиться в финал, где с результатом 6,62 м заняла 7-е место.